# 1179 هـ
1179 هـ هي سنة في التقويم الهجري امتدت مقابلةً في التقويم الميلادي بين سنتي 1765 و1766.

## وفيات
- توفي الإمام محمد بن سعود وفي نفس اليوم تم دفنه في الدرعية وأصبح الأمام عبد العزيز بن محمد إماما لدولته وعين في نفس اليوم الإمام سعود بن عبد العزيز بن محمد وليا للعهد.
- عباس بن علي الموسوي المكي